# Lambert Daneau

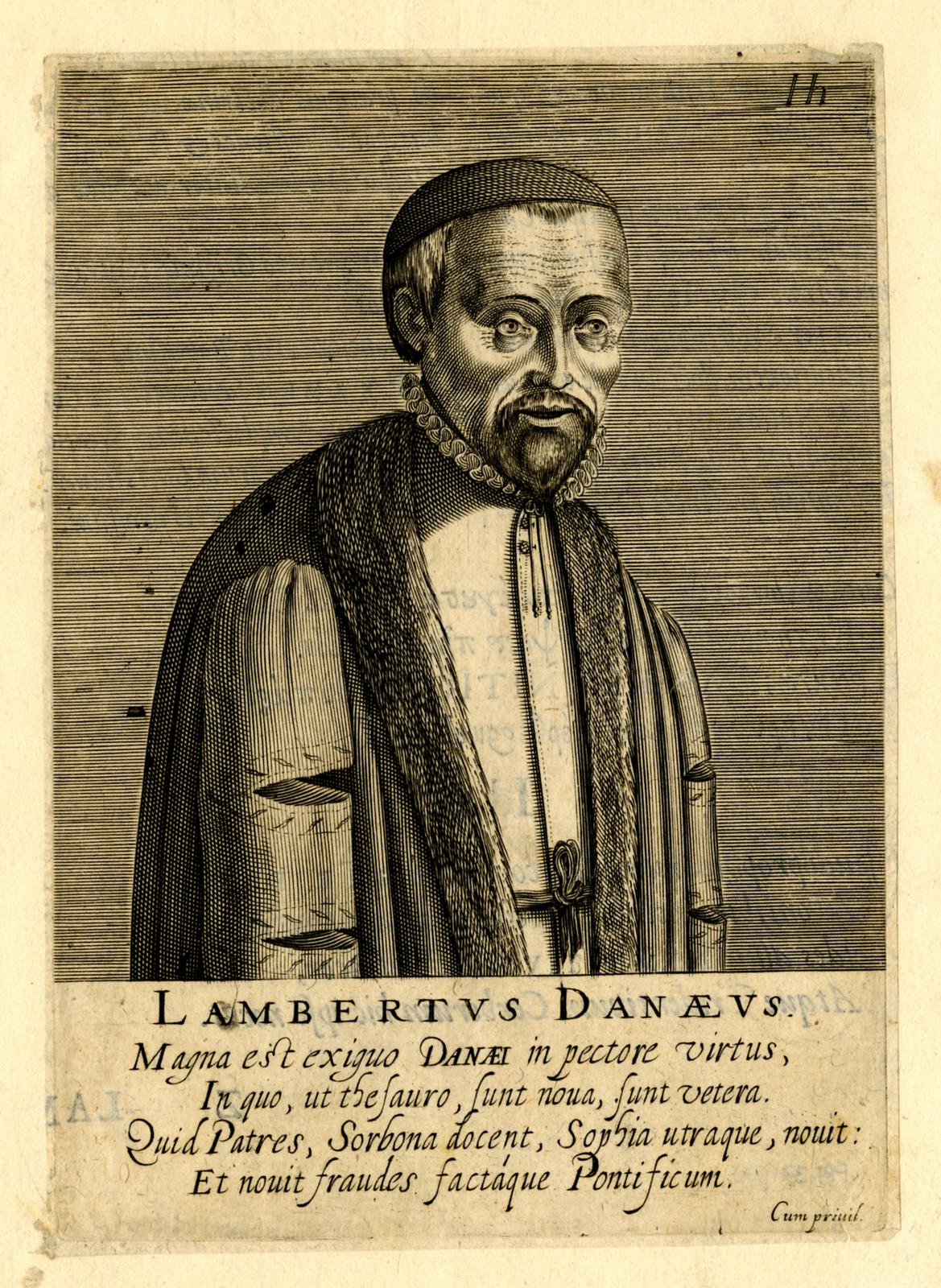
Lambert Daneau; Kupferstich von Henrik Hondius

Lambert Daneau (* um 1530 in Beaugency-sur-Loire im Verwaltungsbezirk Orléans; † 11. November 1595 in Castres in der Provinz Languedoc) war ein französisch-schweizerischer reformierter Geistlicher und Hochschullehrer.

## Leben

### Familie
Lambert Daneau entstammte einer Familie, die 1438 in den Adelsstand erhoben worden war; seine Eltern waren sein gleichnamiger Vater Lambert Daneau († 11. März 1545 in Beaugency), Herr von Grange, und dessen Ehefrau Agnès (geb. Brachet) aus Orléans; er hatte vier Geschwister.
Er war in erster Ehe mit Jeanne (geb. Coudreceau) verheiratet und heiratete am 3. Mai 1573 in zweiter Ehe Claude (geb. Pigney oder Peguy) aus Orléans; gemeinsam hatten sie sechs Kinder.
1581 erfolgte seine Einbürgerung in Genf.

### Werdegang
Um 1547 bis 1548 besuchte Lambert Daneau das Collège Royal in Paris und erlangte 1553 seinen Magister artium; während des Studiums hörte er Vorlesungen bei Adrien Turnèbe und Anne du Bourg. Seit 1553 studierte er an der Universität Orléans sowie der Universität Bourges Rechtswissenschaften; 1559 schloss er das Studium als Dr. jur. mit einem Anwaltspatent ab.
Die Hinrichtung seines Lehrers Anne Du Bourg am 23. Dezember 1559 in Paris trug zu seinem Übertritt zur Reformation bei.
Als Lambert Daneau sich von 1560 bis 1561 in Genf aufhielt, begeisterte er sich für die Vorlesungen von Johannes Calvin und verschrieb sich fortan der Theologie. Er ließ sich ordinieren und war einer der zahlreichen Pfarrer, die von der Genfer Compagnie des pasteurs nach Frankreich entsandt wurden, um dort die Reformation einzuführen.
Von 1562 bis 1572 war er Pfarrer in Gien, in dieser Zeit wurde dort den Protestanten, nach dem Edikt von Amboise, das Recht eigener Gottesdienste zugestanden. Er musste dann jedoch nach der Bartholomäusnacht, die vom 23. zum 24. August 1572 stattfand, nach Genf flüchten; er wurde Pfarrer in Vandœuvres und unterstützte Theodor Beza im Theologieunterricht. Ab 1574 war er Pfarrer in Genf.
Von 1581 bis 1582 wurde Lambert Daneau als Professor für Theologie an die Universität Leiden berufen, lehrte dann kurze Zeit von 1582 bis 1583 an der Reformierten Akademie in Gent, bevor er an die 1566 von der Königin von Navarra, Jeanne d’Albret gegründete Akademie von Orthez berufen wurde; dort blieb er bis 1590.
1592 wurde er Pfarrer in Castres.

### Geistliches Wirken
Lambert Daneau etablierte sich ab 1574 als einer der Wortführer des Calvinismus und verfasste zahlreiche Abhandlungen über Moral und calvinistische Kirchendisziplin, dazu verfasste er methodische und polemische Werke gegen Katholiken und Lutheraner.
In der Zeit von 1583 bis 1588 verfasste er das dogmatische Werk Isagoges christianae. Sein Compendium sacrae theologiae von 1595 bildet die Summe seines Denkens. Weiterhin beschäftigte er sich auch mit Hexen und Zauberern und veröffentlichte unter anderem hierzu seine Schrift De veneficis, quos olim sortilegos nunc Sortiarios vocant dialogus, das 1575 von Thomas Twyne (1543–1613) ins Englische übersetzt wurde. Er hielt Teufelspakt, Teufelsbuhlschaft, Flug, Sabbatbesuch und Schadenzauber für möglich und erwiesen, daher sollten die Hexen und Zauberer, deren Gefährlichkeit stetig steige, unbedingt ausgerottet werden.
In seiner Schrift Divi Augustini Liber de haeresibus, ad Quodvultdeum setzte er sich mit dem Wachstum des Islam auseinander.
Seine Schriften wurden unter anderem in die niederländische, deutsche und englische Sprache übersetzt.
Wegen seines bedeutenden, vielfältigen Werks war er einer der wichtigsten Vertreter der reformierten Orthodoxie.

## Schriften (Auswahl)
- Elenchi haereticorum. Geneva: 1573.
- De veneficis, quos olim sortilegos nunc Sortiarios vocant dialogus. Geneva: 1574.
- Tractatus De Antichristo. Genevae: Vignon, 1576.
- Zwey-Gespräch von Zauberern. Franckfurt am Mayn: Bassee, 1576.
- Lambert Daneau; Jacob Vallick; Ulrich Molitoris: Von den Zauberern, Hexen und Unholden: Drei Christliche verscheidene und zu diesen unsern ungefärlichen zeiten notwendige Bericht ; auß Gottes wort, geistlichen und weltlichen Rechten unnd sunst allerley bewerten Historien gezogen. Cölln: Gymnicus, 1576.
- In D. Pauli priorem epistolam ad Timotheum commentarius. Genevae: Vignon, 1577.
- Ethices christianae.
  - Band 3. Geneva: 1577.
- Paratitla in D. Aurelii Augustini tomos duos praecipuos, nimirum sextum & septimum, in quibus illius contra Manichaeos, Priscillianistas, Arrianos, Jouinianistas, Donatistas & Pelagianos continentur: Hic vero non tantum quid in singulis libris, sed quid in singulis. Genevae: Stoer, 1578.
- Methodvs Sacrae Scriptvrae In Pvblicis Tvm Praelectionibvs tum concionibus vtiliter atque intelligenter tractandae: Qvae Praxi, Id Est, Aliqvot Exemplis, Et Perpetvo in Epistolam Pavli ad Philemonem commentario illustratur. Genf: Santandreanus, 1579.
- Physice Christiana. Geneva: 1579.
- Ad N. Selnecceri Librum qui inscribitur Necessaria et brevis Repetitio. Geneva: 1579.
- Antiosiander. Geneve: 1580.
- Ad insidiosum L. Ossiandri scriptum quod pia ad Belgicas Ecclesias Admonitio inscribitur necess. Responsio. Geneva: 1580.
- Theses De Oratione Dominica, Qu[a]e totius argumenti de bene precando anaálysin breviter continent, siue ea quæ sunt precationis usiōdē, siue symbebēkóta spectentur; Lugduni Batavorum partim disputatæ, partim etiam disputandæ. Lugduni Batavorum: 1581.
- De tribus graviss. quaestionibus I. de S. Domini Coena responsio. Geneva: 1581.
- Apologia: seu vera et orthodoxa orthodoxae patrum sententiae defensio ac interpretatio De Adoratione carnis Domini nostri Iesu Christi adversus blashemam. Antverpia: Radaeus, 1582.
- Ad libellum ab anonymo quodam libertino recens editum, hoc titulo: De externa seu visibili Dei ecclesia responsio. Genevae: Vignon, 1582.
- Orationis Dominicae explicatio. Lugdunum Batavorum: 1582.
- Assertio Lamberti Danaei Quod Humana Christi Natura Neque In Unione personali, neque per unionem personalem cum Deitate logu sit, & evaserit Deus : Contra Postremum Iacobi Smidelini Andreae filii scriptum de Adoratione Carnis Christi. Genevae: Vignon, 1585.
- Confirmatio verae et orthod. Doctrinae quod Filius Dei insit et verus Deus et homousios. Geneva: Vignon, 1585.
- Traité des Danses, auquel est amplement resolve la question, assavoir s'il est permis aux Chretiens de Danser.
  - Band 2. 1585.
- Commentariorum Lamberti Danae in Prophetas Minores tomus. Geneva: Vignon, 1586.
- Christianae Isagoges Ad Christianorvm Theologorvm Locos communes.
  - Band 2. Genevae: Vignon, 1583.
  - Band 4. Genevae: Vignon, 1586.
  - Band 5. Genevae: Vignon, 1588.
- In Tres Divi Ioannis Evangelistae, Et Vnicam Ivdae Epistolam Breuis Commentarius : in quo Tum summa doctrinae Christianae: tum etiam Methodus harum epistolarum perspicue [et] accurate tradita est. Genevae: Vignon, 1585.
- Compendium sacrae theologiae. 1595.
- La vie de S. Paul. Genève: Héritiers d’Eustache Vignon, 1595.
- Divi Augustini Liber de haeresibus, ad Quodvultdeum. Helmstadium: 1621.